# Gustavo Lima
Gustavo Augusto Roxo de Lima (Rio de Janeiro, 13 de julho de 1977) é um velejador português. Competindo nos Jogos Olímpicos de Verão de 2000, terminou em sexto lugar na classe Laser. Melhorou a sua posição em um lugar, terminando em quinto lugar nas Olimpíadas de 2004. Terminou em quarto lugar nas Olimpíadas de 2008. Também competiu nos Jogos Olímpicos de Verão de 2012, na classe Laser Masculina.